# Samuel von Waldeck
Samuel von Waldeck (ur. 2 maja 1528 Zamek w Waldeck, zm. 6 stycznia 1570 Stary Zamek w Wildungen) był drugim synem hrabiego Filipa IV Waldeck-Wildungen (1493-1574) i jego pierwszej żony, Małgorzaty von Ostfriesland (1500-1537).

## Życie
Samuel studiował w Marburgu w latach 1544-1545. Uczestniczył w I wojnie szmakladzkiej,  24 kwietnia 1547 w decydującej bitwie pod Mühlbergiem był ciężko ranny i wzięty do niewoli.
8 października 1554 w Waldeck pojął za żonę Annę-Marię Schwarzburg-Blankenburg (ur. 7 listopada 1538, zm. 11 listopada 1583) jego ojciec oddał mu miasto Wildungengdzie ten osiadł w Starym Zamku w Wildungen. Rządził tam aż do śmierci. Ponieważ zmarł przed swoim ojcem po śmierci ojca to jego brat Daniel został  hrabią Waldeck-Wildungen.
W roku 1559 cesarz Ferdinand I dał mu wszystkie kopalnie w jego hrabstwie jako lenno.

## Rodzina
Żona Samuela, Anna Maria, córka hrabiego Henryka XLIII Schwarzburg-Arnstadt-Sondershausen zmarła w zamku Höhnscheid, gdzie była więziona ze względu na niewierność od 26 listopada 1576
Z tego małżeństwa pochodziły dzieci: 
- Filip Henryk (ur. 1555, zm. 1556)
- Günther Waldeck-Wildungen, hrabia Waldeck-Wildungen (ur. 29 czerwca 1557, zm. 23 maja 1585)
- Henry (zm. 1559)
- John Gunther (zmarł w wieku niemowlęcym)
- Samuel (zmarł w wieku niemowlęcym)
- Daniel (zmarł w wieku niemowlęcym)
- Margaretha (ur. 1564, zm. 1575)

## Śmierć i dziedzictwo
Samuel zmarł 6 stycznia 1570, został pochowany w dniu 10 stycznia w kościele parafialnym. Jego kunsztowny renesansowy  nagrobek, wykuty przez Jerzego von der Tann, znajduje się w północnej nawie nad wejściem do zakrystii.
Jego następcą został jego brat Daniel (zm. 7 czerwca 1577), który odziedziczył po śmierci ojca Filipa IV hrabstwo Waldeck-Wildungen.

## Literatura
- Jacob Christoph Carl Hoffmeister, Historisch-genealogisches Handbuch über alle Grafen und Fürsten von Waldeck und Pyrmont seit 1228, Cassel, 1883